# ويندي وارنر
ويندي وارنر (بالإنجليزية: Wendy Warner)‏ هي عازفة تشيلو أمريكية، ولدت في 1972.

## وصلات خارجية
- الموقع الرسمي
- ويندي وارنر على موقع ميوزك برينز (الإنجليزية)
- ويندي وارنر على موقع أول ميوزيك (الإنجليزية)
- ويندي وارنر على موقع ديسكوغز (الإنجليزية)